# Luís de Almeida (diplomata)

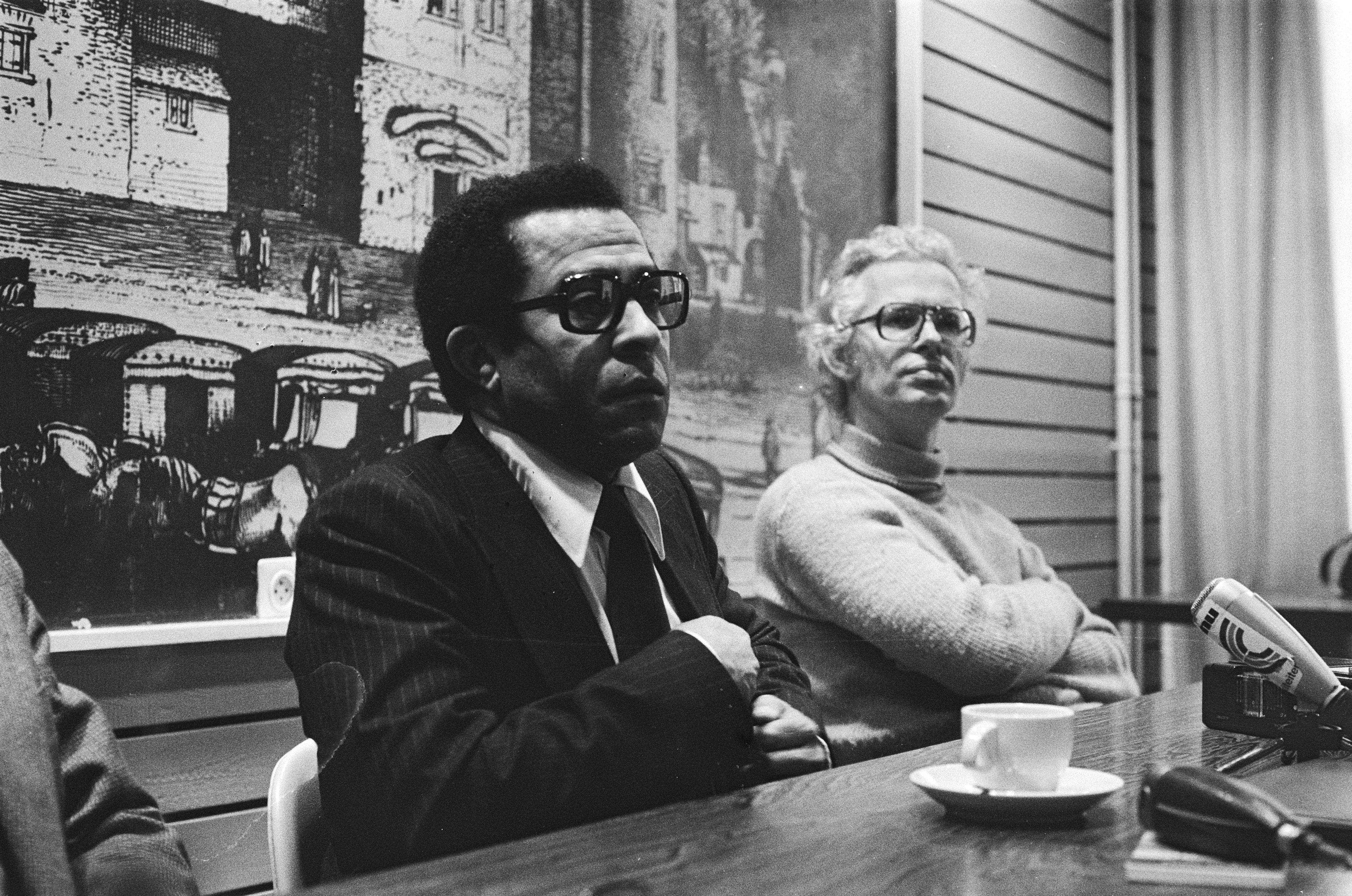
Luís de Almeida
(Países Baixos, 1978)

Luís José de Almeida serviu como o principal diplomata do governo angolano na Europa durante a década de 1980, tendo sido embaixador de seu país na França por um período.